# Helga Schuchardt

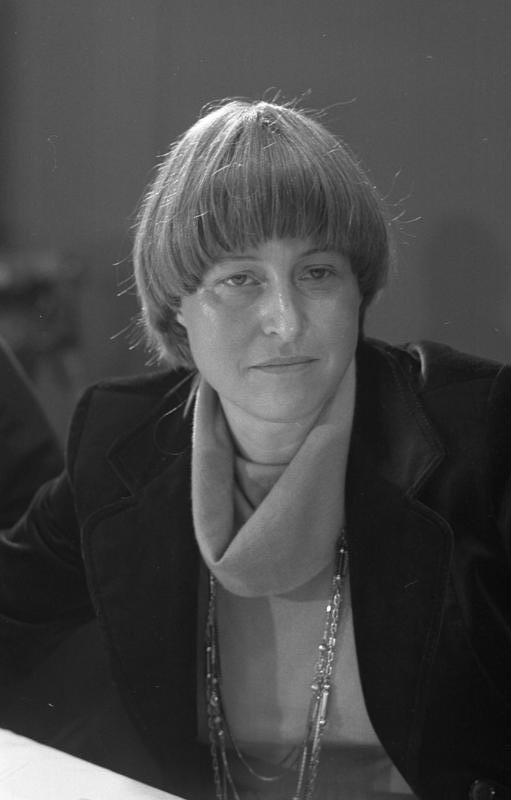
Helga Schuchardt auf dem FDP-Bundesparteitag 1977

Helga Schuchardt, geborene Meyer (* 2. August 1939 in Hannover), ist eine deutsche Politikerin (parteilos, bis 1982 FDP). Sie war von 1972 bis 1983 Mitglied des Deutschen Bundestages. Als Parteilose war sie von 1983 bis 1987 Hamburger Kultursenatorin und von 1990 bis 1998 niedersächsische Ministerin für Wissenschaft und Kultur, jeweils in SPD-geführten Regierungen.

## Beruf und Privatleben
Als Tochter eines Kaufmanns, der im Zweiten Weltkrieg gefallen war, wuchs Schuchardt in Aumühle bei Hamburg auf. Sie besuchte ein Gymnasium und eine Höhere Handelsschule. Anschließend war Schuchardt zweieinhalb Jahre lang als physikalisch-technische Assistentin in Lübeck tätig, ehe sie 1964 an der Physikalisch-Technischen Lehranstalt Wedel das Staatsexamen zur Ingenieurin für technische Physik erlangte. Danach arbeitete Schuchardt von 1965 bis zu ihrer Wahl in den Deutschen Bundestag 1972 als Ingenieurin bei der Lufthansa in Hamburg. Seit 1968 war sie mit dem Juristen Wolfgang Schuchardt verheiratet, der unter anderem von 1975 bis 1978 als Pressesprecher des Hamburger Justizsenators Ulrich Klug arbeitete.
In ihrer Zeit als Hamburger Kultursenatorin begann Schuchardt eine Beziehung mit der damaligen Pressereferentin Inge Volk. Nach ihrem Ausscheiden aus dem Senatorenamt kehrte Schuchardt im Januar 1988 mit einem Honorarvertrag zu ihrem früheren Arbeitgeber, der Lufthansa, zurück und beriet das Unternehmen in „Fragen des kulturellen Engagements“ (Sponsoring). Im selben Jahr gründete sie gemeinsam mit Inge Volk die Cultur-Consortium GmbH in Hamburg, eine Agentur für Kulturveranstaltungen. Nach ihrer Ernennung zur niedersächsischen Ministerin zog sie in Hannover mit Volk zusammen. Helga Schuchardt hat ihre Lebensgefährtin Inge Volk nie verschwiegen, aber auch nie öffentlich über sie gesprochen. Im Jahre 1992 „outete“ die Bild am Sonntag das Paar mit der Schlagzeile „Deutsche Ministerin liebt eine Frau“ als erste lesbische Spitzenpolitikerin.

## Politische Karriere
Schuchardt trat 1965 der FDP bei und besetzte bald verschiedene Posten im Landes- und Bundesvorstand der Jugendorganisation Deutsche Jungdemokraten (1969 stellvertretende Bundesvorsitzende). Von 1970 bis 1982 gehörte Schuchardt dem FDP-Bundesvorstand an, von 1975 bis 1980 war sie Landesvorsitzende der FDP Hamburg. Von 1972 bis 1983 war sie Mitglied des Deutschen Bundestages. Sie war die bildungspolitische und entwicklungspolitische Sprecherin ihrer Fraktion, Mitglied des Ausschusses für wirtschaftliche Zusammenarbeit, Vorsitzende des Unterausschusses für humanitäre Hilfe, Mitglied des Ausschusses für Bildung und Wissenschaft. Von 1978 bis 1982 war sie Mitglied des Beirats der Friedrich-Naumann-Stiftung. Schuchardt war von 1981 bis 1983 Präsidentin des Kuratoriums der Deutschen Stiftung für Internationale Entwicklung.
Sie gehörte zum linksliberalen Flügel der FDP und lud gemeinsam mit Theo Schiller ab Ende 1981 zum „Sylter Kreis“ ein, der sich zu den sozialliberalen Freiburger Thesen bekannte und die von Otto Graf Lambsdorff und Hans-Dietrich Genscher verfolgte Rechtswende der Partei ablehnte. Im Zuge der innerparteilichen Auseinandersetzungen über den Koalitionswechsel der FDP in der neunten Legislaturperiode des Deutschen Bundestages trat sie Ende 1982 aus der FDP aus. Sie erwog in dieser Zeit, gemeinsam mit Günter Verheugen und Andreas von Schoeler der SPD beizutreten, entschied sich dann jedoch, parteilos zu bleiben. Die Gründung einer neuen, linksliberalen Partei lehnte sie aufgrund der „Gefahr des Sektierertums“ ab. Jedoch wurde sie Vorsitzende des Bundesverbandes der Liberalen Vereinigung, eines parteiunabhängigen Zusammenschlusses von Liberalen, sowie Mitherausgeberin der Zeitschrift Liberale Drucksachen.
Von 1983 bis 1987 war Schuchardt Kultursenatorin von Hamburg in den SPD-geführten Senaten von Dohnanyi II und III. Sie hat sich als Kultursenatorin für die Gründung des Museums der Arbeit eingesetzt. Vom 21. Juni 1990 bis 30. März 1998 war sie niedersächsische Ministerin für Wissenschaft und Kultur in den rot-grünen Kabinetten Schröder I und II. Zudem gehörte Schuchardt von 1992 bis 2002 dem Kuratorium der Volkswagenstiftung an, ab 1994 war sie dessen Vorsitzende. Sie ist Beiratsmitglied der Humanistischen Union (HU), Mitbegründerin der ifu (Internationale Frauenuniversität), Vorsitzende des Hochschulrates der Hochschule für Musik und Theater Hannover und Vorsitzende des Stiftungsrates der Hochschule Osnabrück.

## Auszeichnung
- 1998 Ehrenbürgerin der Hansestadt Lüneburg

## Schriften
- mit Lieselotte Berger, Lenelotte von Bothmer: Frauen ins Parlament? Von den Schwierigkeiten, gleichberechtigt zu sein. (= rororo, Band 1946). Rowohlt, Reinbek bei Hamburg 1976, ISBN 3-499-11946-3.
- als Herausgeberin mit Günter Verheugen: Das liberale Gewissen. (= rororo, Band 5127). Rowohlt, Reinbek bei Hamburg 1982, ISBN 3-499-15127-8.
- als Herausgeberin mit Björn Engholm, Michael Müller (Hrsg.): Kultur im Alltag. Neue Formen der kommunalen Kulturpolitik. VSA-Verlag, Hamburg 1985, ISBN 3-87975-313-X.